# Reichenberger Zeitung
Die Reichenberger Zeitung war eine deutschsprachige Tageszeitung, die von 1860 bis 1938 in Reichenberg (heute Liberec, Tschechien) erschien. Sie war das auflagenstärkste Presseorgan der deutschsprachigen Bevölkerung Nordböhmens und nahm eine wichtige Rolle im politischen, wirtschaftlichen und kulturellen Leben der Region ein.

## Geschichte
Die Zeitung erschien erstmals am 16. September 1860. Gegründet wurde sie von Heinrich Tugendhold Stiepel, einem Drucker aus Westfalen, der 1857 die Konzession zum Betrieb einer Buchdruckerei in Reichenberg erhalten hatte. Zu den Förderern der Zeitung gehörten lokale Persönlichkeiten wie Johann Liebieg, Bürgermeister Ehrlich und Ignaz Ginzkey.
Nach dem Tod von H. T. Stiepel im Jahr 1886 übernahm sein Sohn Wilhelm Friedrich Johann von Stiepel die Leitung des Unternehmens, das fortan unter dem Namen Gebrüder Stiepel firmierte.

## Redaktion und Ausrichtung
Die Zeitung war in ihrer Ausrichtung liberal und sprach vor allem das deutschsprachige Bürgertum an. Einer der ersten Chefredakteure war der Nationalökonom Alexander von Peez, der 1861 die redaktionelle Leitung übernahm.
Von 1886 bis 1938 war Dr. Wilhelm Feistner Chefredakteur. Unter seiner Leitung entwickelte sich das Blatt zu einem der einflussreichsten Medien in Nordböhmen, das nicht nur tagesaktuelle Berichterstattung, sondern auch wirtschafts- und kulturpolitische Analysen veröffentlichte.

## Auflage und Reichweite
Die Auflage der Reichenberger Zeitung entwickelte sich von 1.000 Exemplaren im Jahr 1860 über 13.000 um 1900 bis zu etwa 68.000 im Jahr 1930. Damit war sie die auflagenstärkste Zeitung der Region. Ihre Leserbindung verstärkte sie durch Werbeaktionen, Urlaubsangebote sowie die Einrichtung eines „RZ-Heims“ an der Adria.

## Politische Entwicklung
In der Ersten Tschechoslowakischen Republik positionierte sich die Zeitung formal unabhängig, unterstützte jedoch politische Gruppierungen wie die Deutsche Arbeits- und Wirtschaftsgemeinschaft (DAWG), deren Mitglied Adalbert Lux als stellvertretender Chefredakteur tätig war.
Mit der Machtübernahme der NSDAP in Deutschland im Jahr 1933 wurde die Berichterstattung der Reichenberger Zeitung zunehmend unkritisch gegenüber dem Nationalsozialismus. Besonders in den Jahren vor dem Münchener Abkommen verstärkte sich die positive Darstellung nationalsozialistischer Politik.

## Rezeption und kulturelle Bedeutung
Die Zeitung hatte auch eine wichtige Funktion im kulturellen Leben Nordböhmens. Sie berichtete regelmäßig über die Aktivitäten des deutsch-tschechischen Künstlerbundes Metznerbund, der in Reichenberg beheimatet war.
Die Sprachwissenschaftlerin Adéla Hall untersuchte in einer Studie die Rolle der Zeitung im Zusammenhang mit den Sprachenverordnungen Badenis von 1897. Dabei zeigte sie, dass die Zeitung zur Mobilisierung der deutschsprachigen Bevölkerung gegen die Gleichstellung des Tschechischen im öffentlichen Dienst beitrug.

## Einstellung und Nachfolge
Nach dem Einmarsch deutscher Truppen in das Sudetenland im Oktober 1938 wurde die Reichenberger Zeitung auf Anordnung der NSDAP eingestellt. Der Verlag Gebrüder Stiepel wurde für 450.000 Reichsmark an den Herausgeber der NSDAP-Zeitung Die Zeit verkauft.
Nach dem Zweiten Weltkrieg wurde das Blatt in Deutschland durch sudetendeutsche Heimatvertriebene wiederbelebt. Am 16. November 1949 erschien der erste Reichenberger Heimatbrief, der ab 1950 unter dem Titel Reichenberger Zeitung als Regionalbeilage der Sudetendeutsche Zeitung weitergeführt wurde.

## Digitalisate
Digitalisierte Ausgaben der Reichenberger Zeitung sind über die Kramerius Digital Library der Tschechischen Nationalbibliothek öffentlich zugänglich.